# Белизар Баждеков
Белизар Костов Баждеков (р. 1921, София – п. 1987) е български лекар, медицински изследовател и преподавател. Доктор на медицинските науки и професор по медицина, специалност – Дерматология.
Син е на Константин Баждеков. Възпитаник на 20 ОУ „Тодор Минков“ в София. Медицина завършва в Грац, Австрия. Дългогодишен преподавател в Института по дерматология и венерология при Медицинска академия – София. Автор на повече от 200 публикации и четири монографии.
Член-кореспондент на Австрийската и Френската академия на науките. Автор на множество лекарствени продукти – най-известен Ахромин, серия Каро. Значителни успехи при лечението на Лупус еритематодес и Алупиция ареата.